# Lijst van afleveringen van Charmed (seizoen 7)
Hieronder staat een overzicht en een korte beschrijving van de afleveringen van seizoen 7 van Charmed.
| A Call To Arms | 12 september 2004 | 7.01 |
| Na de aanslag op Wyatt en de dood van de toekomstige Chris, worden Piper en Leo extra beschermend tegenover hun kinderen. Tijdens een hindoebruiloft worden de twee overgenomen door het ultieme liefdespaar uit de Hindoe-mythologie: Shakti, de godin van de schepping, en Shiva, de god van de vernietiging. Als de twee toegeven aan hun passie, zal de wereld worden vernietigd.                                                                                             |                   |      |
| The Bare Witch Project | 19 september 2004 | 7.02 |
| Paige probeert het nieuwe hoofd van de magieschool te worden om deze open te houden. Een student roept per ongeluk Lady Godiva op, en verstoort zo haar legendarische tocht. Tevens roept hij een tijdgenoot van haar, Lord Dyson, naar de toekomst. Deze zoekt een onbekende macht contact met Leo. |                   |      |
| Cheaper by the Coven | 26 september 2004 | 7.03 |
| Paige en Phoebe willen dat Chris zijn wiccaning ondergaat. Wyatt voelt zich aan de kant gezet nu Chris er is, en gebruikt magie op hem. Hierdoor zorgt hij er per ongeluk voor dat de zussen zich weer als kinderen gaan gedragen. |                   |      |
| Charrrmed! | 3 oktober 2004    | 7.04 |
| De Charmed Ones ontmoeten een eeuwenoude piraat genaamd Black Jack Cutting, die door een vloek eeuwig leven heeft verkregen maar wel ouder wordt. Hij is op zoek naar de bron van de eeuwige jeugd en infecteert Paige met ouderdom in de hoop dat de Charmed Ones hem naar de bron zullen brengen. Ondertussen begint een FBI-agent genaamd Kyle Brody met een onderzoek naar de Charmed Ones.                                                                                   |                   |      |
| Styx Feet Under | 10 oktober 2004   | 7.05 |
| Een halfdemon genaamd Sirk probeert zijn hele menselijke familie uit te moorden om zo een volbloed demon te worden. Paige probeert zijn moordpraktijken te staken met een spreuk, maar zorgt er zo voor dat niemand meer kan sterven. Dit tot woede van de Engel des Doods. Phoebe krijgt haar kracht van visioenen weer terug. |                   |      |
| Once in a Blue Moon | 17 oktober 2004   | 7.06 |
| De Ouderlingen vinden Leo’s gedrag verdacht, en wijzen een nieuwe lichtgids toe aan de Charmed Ones. Deze wordt bijna vermoord door drie monsters. De Ouderlingen verdenken Leo van de aanval. Wanneer de Charmed Ones zijn naam proberen te zuiveren, ontdekken ze dat ze zelf de drie monsters zijn. Dit komt door toedoen van een zeldzaam natuurverschijnsel genaamd de blauwe maan.                                                                                          |                   |      |
| Someone to Witch Over Me | 31 oktober 2004   | 7.07 |
| Kyle vraagt Paige' hulp bij het onderzoeken van een reeks ongelukken. Ze ontdekken dat een demon genaamd Sarpedon de beschermengelen van mensen steelt zodat ze hem kunnen bijstaan in zijn gevecht met de Charmed Ones en de dreiging van de nieuwe kracht. Deze nieuwe kracht maakt zichzelf eindelijk bekend aan Leo. Het blijken de Avatars te zijn. Leo wordt een van hen.                                                                                                   |                   |      |
| Charmed Noir | 14 november 2004  | 7.08 |
| Terwijl ze een moord in de magieschool onderzoeken, belanden Paige en Kyle in een boek dat ooit werd geschreven door twee studenten, maar dat nooit is afgemaakt. Zo belanden ze in een wereld uit een typische jaren 30 film noir. Piper en Phoebe moeten hen helpen door het boek af te maken. |                   |      |
| There's Something About Leo | 2 november 2004   | 7.09 |
| Leo onthult aan Piper dat hij een Avatar is, ondanks de waarschuwingen van Alpha en Beta. Kyle ontdekt dit ook, en reageert razend. Hij blijkt een persoonlijke vete tegen de Avatars te hebben omdat ze volgens hem jaren terug zijn ouders hebben vermoord. |                   |      |
| Witchness Protection | 28 november 2004  | 7.10 |
| De Avatars willen dat Leo de ziener beschermt omdat zij informatie heeft over hoe ze de demonen kunnen verslaan. De ziener deelt met Phoebe een visioen over de toekomst, waarin de Avatars de wereld hebben veranderd in een paradijs. |                   |      |
| Ordinary Witches | 16 januari 2005   | 7.11 |
| Piper wil van krachten wisselen met Phoebe zodat zij het visioen van de ziener ook kan zien. Door toedoen van de demon Zanou gaat er iets mis, en de krachten van Phoebe en Piper gaan over op een man en vrouw in hun omgeving. Deze maken direct misbruik van hun nieuwe krachten. Ondertussen neemt Paige Kyle mee op een reis naar het verleden om hem te tonen dat de Avatars niet achter de dood van zijn ouders zaten.                                                     |                   |      |
| Extreme Makeover: World Edition | 23 januari 2005   | 7.12 |
| De Avatars treffen voorbereidingen om de wereld te transformeren naar hun paradijs. Kyle is nog altijd niet overtuigd van hun goede bedoelingen. Hij wil de Ouderlingen om hulp vragen, maar wordt ontvoerd door Zankou. Hij spant samen met Zankou om een paranoïdespreuk los te laten op de Charmed Ones en zo de transformatie te stoppen. Tevens doodt hij een Avatar met behulp van een oud drankje dat hij al jaren bij zich heeft, maar betaalt hiervoor een hoge prijs.   |                   |      |
| Charmageddon | 30 januari 2005   | 7.13 |
| Hoewel de Charmed Ones genieten van hun conflictvrije wereld, ontdekt Leo dat de Avatars hun paradijs in stand houden door mensen die ruzie veroorzaken te vermoorden. Beseffend dat in deze wereld eigenlijk iedereen door de Avatars wordt gemanipuleerd, komt Leo terug op zijn beslissing. Hij slaagt erin hun ertoe te bewegen de transformatie terug te draaien. Leo verliest zijn Avatarstatus, terwijl Kyle van de Ouderlingen promotie krijgt tot lichtgids.             |                   |      |
| Carpe Demon | 13 februari 2005  | 7.14 |
| Paige wil een nieuwe docent inhuren voor de magieschool. De kandidaat die zich meldt is een ex-demon die door een tovenaar is veranderd in een mens. |                   |      |
| Show Ghouls | 20 februari 2005  | 7.15 |
| Daryll vreest dat zijn vriend Mike bezeten is door een geest nadat hij elke nacht schreeuwt over een of andere brand. Phoebe en Paige ontdekken dat Mike inderdaad bezeten is. De geest is die van een man die in 1899 omkwam bij een brand in een nachtclub, samen met honderden anderen. De geesten van al deze mensen zitten nog altijd vast op aarde door toedoen van een slechte geest in hun gezelschap, en moeten de brand elke nacht opnieuw beleven.                     |                   |      |
| The Seven Year Witch | 10 april 2005     | 7.16 |
| Piper belandt na een aanval van demonen in een coma. Ze komt terecht in een fase tussen leven en dood. Hier ontmoet ze tot haar verbazing de geest van Cole Turner. Hij wil haar helpen te ontwaken, en tevens proberen om Phoebes geloof in liefde te herstellen. Leo wordt door de Ouderlingen op een zoektocht gestuurd naar zijn ware lotsbestemming. Uiteindelijk verkiest hij een leven bij zijn gezin, en wordt weer een gewone sterveling zonder enige magische krachten. |                   |      |
| Scry Hard | 17 april 2005     | 7.17 |
| Zankou laat een groep demonen het huis van de Charmed Ones aanvallen zodat hij de Nexus kan zoeken. Wyatt probeert zijn ouders te beschermen, maar doet dit door ze te laten krimpen en in een miniatuurversie van het huis te stoppen. |                   |      |
| Little Box of Horrors | 24 april 2005     | 7.18 |
| De Charmed Ones moeten de legendarische doos van Pandora beschermen tegen een demon genaamd Katya. Ze moeten Hope, de beschermer van de doos, zien te vinden daar zij alleen de effecten van de doos kan terugdraaien. |                   |      |
| Freaky Phoebe | 1 mei 2005        | 7.19 |
| Phoebe wisselt van lichaam met de demon Imara. |                   |      |
| Imaginary Friends | 8 mei 2005        | 7.20 |
| Wyatt lijkt een denkbeeldige vriend te hebben, maar wat de Charmed Ones niet weten is dat deze vriend in werkelijkheid de demon Vicus is. Hij wil Wyatts vertrouwen winnen om hem tot het kwade te verleiden. In de hoop de jonge Wyatt beter te begrijpen, roept Piper de volwassen Wyatt vanuit de toekomst naar het heden. |                   |      |
| Death Becomes Them | 15 mei 2005       | 7.21 |
| Zankou probeert de Charmed Ones te verzwakken om zo het Boek der Schaduwen te stelen. Dit lukt wanneer Phoebe ziet hoe een klasgenoot van haar op brute wijze wordt vermoord, en zijn geest vervolgens terugkeert om haar de schuld van zijn dood te geven. Paige ontdekt dat haar nieuwe beschermeling is gestorven. |                   |      |
| Something Wicca This Way Goes | 22 mei 2005       | 7.22 |
| Nu hij het Boek der Schaduwen heeft, wil Zankou eindelijk de Nexus absorberen. De zussen offeren de Nexus uiteindelijk op om Zankou te verslaan. Daarna zetten ze hun eigen dood in scène om een teruggetrokken bestaan te gaan leiden. |                   |      |